# Троянул
Троянул (рум. Troianul) — село у повіті Телеорман в Румунії. Адміністративний центр комуни Троянул.
Село розташоване на відстані 98 км на південний захід від Бухареста, 25 км на захід від Александрії, 102 км на схід від Крайови.

## Населення
За даними перепису населення 2002 року у селі проживала 3201 особа.
Національний склад населення села:
| Національність | Кількість осіб | Відсоток |
| -------------- | -------------- | -------- |
| румуни         | 3166           | 98,9%    |
| цигани         | 35             | 1,1%     |

Рідною мовою назвали:
| Мова      | Кількість осіб | Відсоток |
| --------- | -------------- | -------- |
| румунська | 3192           | 99,7%    |
| циганська | 9              | 0,3%     |